# تمتيك (بلدة)
تمتيك بلدة تقع على الضفة اليسرى لوادي درعة، تبعد عن مدينة زاكورة باثني عشر كيلومترا غربا وعن مركز الجماعة القروية تمكروت بسبعة كيلومترات شرقا. تتألف تمتيك من خمسة قصور وهي: قصر تيمتيك الحدب، القصبة الوسطانية، قصبة أيت بولخلاط، قصبة أيت بلوليد وأيت مولاي الكبير.
.

## نبذة تاريخية
اشتق اسم تمتيك حسب الرواية الشفوية من كلمة «تيمتيوين» أو تيتومتين (أي ركام الحصى الذي يجمعه الشخص أمامه وهو يحاور أو يتسامر مع الآخرين) أطلق على القرية القديمة التي تقع في الموضع الحالي لتيمتيك الحدب ويجهل كل شيء سواء عن نشأتها أو عن ظروف تخربها على عهد يعقوب المنصور، بنيت القرية شرق قصر تمتيك الحدب كانت تستعمل لانطلاق الجيوش نحو السودان، وهي ما يعرف بديور المجاهدين، لم يبق منها حاليا سوى بقايا أسوار تحيط بمساحة أحد عشر هكتارا ومقبرة تمتد على حوالي أربعة هكتارات ونصف. وقد تحدث البكري عن مدينة تمتيك بقوله: «إن مدينة درعة يقال لها تدسى وهي آهلة عامرة والنهر بقبلتها وقربها مدينة تمتيك وبجانبها قصبة أشراف سجلماسة...».

## المناخ
مناخها صحراوي حار وجاف صيفا ومعتدل في الشتاء تتراوح درجة الحرارة بين 25 و 30 درجة شتاء وما بين 35 و 45 صيفا،
ويحتوي الجو على نسبة 3% من الرطوبة.

## الاقتصاد
الزراعة الواحاتية والتحويلات المالية من العمال المهاجرين إلى المدن الكبرى وتربية الماشية.